# Jacques Teyssier
Pour les articles homonymes, voir Teyssier.
Jacques Teyssier, né le 31 octobre 1955 à Annonay et mort le 25 juillet 2009 à Berlin, est un militant de la lutte pour les droits LGBT et le président d'honneur de Lesben- und Schwulenverband in Deutschland. Il succombe à un cancer à l'âge de 53 ans, ,,. 
Compagnon du député vert Volker Beck — père de la loi sur le partenariat enregistré allemand, pendant 17 ans, Jacques Teyssier et ce dernier signent un partenariat enregistré en 2008.

## Biographie
Pendant son service militaire (1977/78) il a servi comme officier en service secret de l'Armée de l'air. Il a étudié à l'École de management de Lyon. Il a reçu le diplôme d'études supérieures commerciales, administratives et financières et le diplôme d'études de Commerce International en 1981. Il a représenté une compagnie pharmaceutique au Moyen-Orient et était directeur général de Madaus France S.A.
Né en France, Jacques Teyssier avait la double nationalité française et allemande. Il a longtemps milité au sein de la fédération LGBT allemande, Lesben- und Schwulenverband in Deutschland (LSVD), dont il a été le trésorier et qu’il a représentée au sein de l’ILGA. Il a représenté son organisation dans ILGA et ILGA-Europe. Ses activités militantes n’ont pris fin qu’en 2008, lorsque la maladie l’a empêché de poursuivre. La LSVD l’a alors nommé président honoraire.
L'Express allemand a écrit : « Le mouvement internationale des gaies et lesbiennes a perdu un militant engagé  et  efficace ».
« Nous avons perdu un bon ami et un collègue que nous n’oublierons jamais », dit un communiqué de la LSVD, qui s’associe à la douleur de la famille de Jacques, et en particulier à celle de son conjoint, Volker Beck.
En 2006 et 2007, il avait accompagné Volker Beck à Moscou pour soutenir les militants LGBT. De la Russie aux États-Unis, son décès a été commenté dans le monde gay,,.
« Volker et Jacques nous ont toujours énormément soutenus dans notre travail, pas juste en paroles mais également par leurs actions », a-t-il déclaré à GayRussia.ru.
« Jacques et Volker se sont battus contre la haine, et en soutien pour leurs frères et sœurs LGBT autour du monde. La passion et l'esprit de Jacques de beaucoup aux nombreux amis et collègues qu'il s'est fait sur son chemin » a dit Chuck Wolfe, président et CEO de Gay & Lesbian Victory Fund and Leadership Institute.
Une  minute de commémoration pour Jacques Teyssier a eu lieu pendant la Human Rights Conference des OutGames 2009.